# San Carlos (Negros Occidental)
Die Stadt San Carlos befindet sich auf der Insel Negros, in der Provinz Negros Occidental. Sie ist eine Stadt der zweiten Einkommensklasse in den Philippinen. Die Stadt war ursprünglich bekannt als Siedlung "Nabingkalan" und wurde 1856 in San Carlos umbenannt. Im Jahre am 1. Juni 1960 erhielt sie das Stadtrecht, die Grundlage dafür war der Republik Act 2643.
Die Stadt San Carlos liegt an der Ostküste der Insel Negros. Die Tanon-Straße bildet die östliche Grenze des Stadtgebietes, welches 451,5 km² umfasst. Sie hat eine etwa 40 km lange Küstenlinie, die mit Sandstränden und Mangrovenwäldern gesäumt ist. Vor der Küste von San Carlos City liegt die Insel Sipaway. Die Stadt hat 132.536 Einwohner (Zensus 1. August 2015), welche in 18 Barangays leben.
Die touristischen Hauptattraktionen von San Carlos City sind die Chocolate Hills of Negros, die ein ähnliches Relief wie die Chocolate Hills auf Bohol haben, der Mount Kanlaon Natural Park mit einer endemischen Tier- und Pflanzenwelt und der Baletebaum auf der Insel Sipaway.

## Barangays
| - Bagonbon - Buluangan - Codcod - Ermita - Guadalupe - Nataban - Palampas - Barangay I (Pob.) - Barangay II (Pob.) | - Barangay III (Pob.) - Barangay IV (Pob.) - Barangay V (Pob.) - Barangay VI (Pob.) - Prosperidad - Punao - Quezon - Rizal - San Juan |